# Hizmetçi İdaresi
Hizmetçi İdaresi, var en statlig institution i Osmanska riket, bildad 1908. Det fungerade som en asyl och arbetsförmedling för före detta kvinnliga slavar och barn. 
I Osmanska riket hade det normalt inte funnits fria tjänsteflickor. Eftersom muslimska kvinnor måste leva i könssegregation, kunde de inte ta anställning. Istället användes slavar för detta arbete. Kvinnliga slavars huvudsakliga funktion var att bli antingen tjänsteflickor eller sexslavar (konkubiner). Genom 1887 års firman och 1889 års Kanunname blev slaveri nominellt olagligt i Osmanska riket. 
Husslavar kallades därefter officiellt för tjänare, men var i praktiken fortfarande slavar. Det blev emellertid enkelt att göra sig av med slavar när slaveri inte längre var lagligt, och det bildades därför en klass av formellt fria tjänare, som kunde avskedas. Fenomenet med fria tjänsteflickor nämns för första gången i osmansk litteratur just vid sekelskiftet 1900, och kvinnliga tjänare beskrivs genomgående som förförerskor. 
Eftersom det osmanska samhället var strikt familjekontrollerat och slavarna inte tillhörde en familj, blev det svårt för sådana före detta slavar att försörja sig. Sedan den öppna slavmarknaden i Istanbul, Avret Pazari hade stängt genom Disestablishment of the Istanbul Slave Market, behövdes ett nytt sätt att hitta tjänare på. 
År 1908 grundades den statliga Hizmetçi İdaresi, en institution för att hjälpa före detta kvinnliga husslavar att få anställning som tjänare för att slippa prostituera sig, men den ska i praktiken ha fungerat som en slavmarknad. 
Det gjordes ingen skillnad mellan fria tjänare och slavar, och det sågs därför inte som märkligt att köpa dem som slavar och sedan avskeda dem som fria. 
Fram till 1908 såldes kvinnliga slavar öppet på marknaden i Osmanska riket.